# Decision Sciences
Das Decision Sciences ist eine sechsmal jährlich erscheinende wissenschaftliche Zeitschrift zu betriebswirtschaftlichen Themen an der Schnittstelle Operations-Management, Supply-Chain-Management und Wirtschaftsinformatik. Sie wird vom Decision Sciences Institute herausgegeben.

## Rezeption
Der Zwei-Jahres-Impact-Factor von Clarivate Analytics liegt bei 2.014 (2019). Im Academic Journal Guide 2021 der Chartered Association of Business Schools ist die Zeitschrift mit einer „3“ (= „highly regarded journal“) bewertet. Sie gehört zu jenen acht führenden Fachzeitschriften des Supply-Chain-Managements, die von der SCM Journal List für ihr jährliches Ranking genutzt werden.